# Terminalia albida
Terminalia albida är en tvåhjärtbladig växtart som beskrevs av S. Elliot. Terminalia albida ingår i släktet Terminalia och familjen Combretaceae. Inga underarter finns listade i Catalogue of Life.